# Kamen Rider V3
Bài viết này là về các bộ phim truyền hình. Đối với nhân vật chính của series, xem Kamen Rider V3 (nhân vật) .
Kamen Rider V3 (仮面ライダーV3 Kamen Raidā Buisurī, "Masked Rider V3") là một loạt chương trình truyền hình tokusatsu Nhật Bản. Đây là phần thứ hai trong loạt Kamen Rider, và phần tiếp theo liên hệ trực tiếp với bản gốc Kamen Rider. Đó là một sự hợp tác chung giữa Ishimori Productions và Toei Company, và được hiển thị trên NET từ ngày 17 tháng 2 năm 1973, đến ngày 09 tháng 2 năm 1974, với tổng cộng 52 tập. Nối tiếp bộ phim này là phần tiếp theo - Kamen Rider: The Next
Mỗi tập phim của Kamen Rider V3 bắt đầu với một tuyên bố: "Kamen Rider V3, Shiro Kazami, là một người bị trọng thương bởi Destron, ông được xây dựng lại bởi Kamen Rider 1 và 2, tái sinh như Kamen Rider V3".

## Cốt truyện
Shiro Kazami vô tình chứng kiến một vụ giết người của tổ chức tội ác Destron, làm cho anh ta trở thành mục tiêu tiếp theo của chúng. Trong nỗ lực đầu tiên của mình, chúng trồng một viên sỏi bom vào cốc cà phê của anh, nhưng kế hoạch đã thất bại khi chị Shiro, Yukiko, phát hiện ra và báo cho anh, anh ngạc nhiên nhưng anh cũng phải đổ cốc cà phê của mình. Trong nỗ lực thứ hai của mình, chúng đã tấn công Shiro trong khi anh đang luyện tập đua xe máy với Tobei Tachibana. Trong nỗ lực thứ ba của mình, một người lính Destron cải trang thành một bác sĩ, cố gắng để đưa thuốc độc vào trong cơ thể của Shiro, trong khi ông đang được chở đến bệnh viện (sau nỗ lực thứ hai của Destron), nhưng Shiro tỉnh lại và giết chết người lính đó. Trong khi đó, một phụ nữ trẻ tên Junko Tama vấp ngã tại một cơ sở của Destron. Đột nhiên, cô bị tấn công bởi Destron. Trong khi cố gắng trốn thoát, cô chạy về phía Shiro, người đang về nhà trên chiếc xe máy của mình, nhưng Shiro đã không nhìn thấy những người lính Destron. Junko ngất đi và Shiro đưa cô về. Trong khi Junko đang được chăm sóc bởi gia đình Shirou, Shiro báo cáo câu chuyện của cô cho cảnh sát. Khi ông trở về nhà, ông nhìn thấy gia đình mình bị sát hại bởi Hasami Jaguar, một con quái vật báo đốm với lưỡi kéo trên tay. Hasami Jaguar chuẩn bị để giết cả Junko và Shirou, nhưng bị chặn lại bởi giáo viên trung học của Shiro, Takeshi Hongo, đã biến thành Kamen Rider 1. Ngay sau khi ông lái xe thoát khỏi lực lượng Destron, Kamen Rider 2 xuất hiện, nhưng đã quá muộn. Shiro bị trọng thương, anh hỏi rằng liệu Riders có thể biến mình thành cyborg như các Riders, nhưng Riders từ chối, giải thích cho Shiro điều gì sẽ xảy ra nếu anh biến thành một cyborg: anh sẽ không thể sống với gia đình mình. Sau đó Riders hỏi Junko về vị trí của cơ sở Destron cô tình cờ gặp trước đó. Ngày hôm sau, Riders xâm nhập vào cơ sở để thấy kẻ nào bên trong, cho đến khi họ nghe thấy tiếng nói của kẻ thù cũ của mình, Great Leader Of Gel-Shocker, người đã tiết lộ rằng hình dạng trước đó chỉ là một trong những hình dạng mà mình sử dụng. Để làm cho vấn đề tồi tệ hơn, ông đã cố gắng để giết Double Riders bằng tia Cyborg Disruptor Ray, nhưng Shiro xuất hiện và cứu sống họ, nhưng bị thương nặng hơn trong quá trình này. Riders không có lựa chọn nào khác, chỉ có thể biến đổi Shiro thành một cyborg. Khi Riders bị tấn công, và gần như bị giết bởi Kame Bazooka, Shiro xuất hiện như là Kamen Rider V3. Bây giờ, Shiro sử dụng sức mạnh mới của mình để bảo vệ nhân loại chống lại Destron.

## Nhân vật

### Riders
| Kamen Rider V3 | Shiro Kazami |
| Riderman       | Joji Yuki    |

- Shiro Kazami / Kamen Rider V3 (風見志郎／仮面ライダーＶ３ (Phong Hiện Chí Lang) Kazami Shirō / Kamen Raida Buisurī?, 1-22, Kamen Rider V3 vs. Destron Mutants, 23-52) : là một chàng trai trẻ 22 tuổi, sinh viên năm cuối tại trường Đại học Jōnan của Takeshi chuyên ngành hoá sinh. Tuy nhiên, tình cờ anh vô tình chứng kiến vụ giết hại dã man một công nhân làm đường bởi một thành viên của hội khủng bố bí mật tên là Destron xuất hiện sau sự thất bại của Gel-Shocker và tiếp tục mục tiêu thống trị thế giới của người tiền nhiệm. Sau khi Shiro suýt bị sát hại bởi các đặc vụ của Destron, Takeshi quyết định theo dõi chặt chẽ để bảo vệ anh. Anh bị thương nặng khi cứu Double Riders và buộc Takeshi phải biến anh thành cyborg để cứu mạng anh. Chữ V trong V3 là viết tắt của từ "Victory" (勝利 Shōri (Bikutorī)?).

Khi bắt gặp một con quái vật Destron, anh intones: Henshin... V3! (変身・・・Ｖ３！ Henshin... V3!)
- Joji Yuki / Riderman (結城丈二／ライダーマン (Kết Thành Trượng Nhị) Yūki Jōji / Raidāman?, 43-52) : Một nhà khoa học về trí tuệ nhân tạo của Destron bị phản bội bởi Marshal Yoroi. Cánh tay phải của anh bị phá hủy trong một bể acid và được thay thế bởi một cánh tay đặc biệt có thể gắn chặt các vũ khí khác nhau với cánh tay. Ban đầu anh không có lòng tin với V3, nhưng cuối cùng đã trở thành một đồng minh. V3 tuyên bố anh ta là "Kamen Rider thứ 4" sau khi hy sinh mạng sống của mình để bảo vệ Tokyo khỏi sự hủy diệt. Riderman xuất hiện trong một số các phần tiếp theo. Làm sao anh sống sót không được giải thích đầy đủ trên chương trình truyền hình, nhưng nó được giải thích chi tiết trong manga Kamen Rider Spirits.

Khi henshin, anh giơ hai tay lên trời để triệu hồi chiếc mặt nạ và đội nó

### Đồng minh
- Tōbei Tachibana (立花 藤兵衛 Tachibana Tōbee?, 1-22, Kamen Rider V3 vs. Destron Mutants & 23-52) : Người cố vấn và tri kỉ của Shiro. Nhân vật này xuất hiện trong bản gốc Kamen Rider series và cũng xuất hiện trong 3 serie sau của loạt Kamen Rider. Sau thất bại của Gel-Shocker, ông đi bán đồ thể thao và cùng Takeshi huấn luyện Shiro trở thành một tay đua. Khi Shiro bị đe doạ bởi một tổ chức bí ẩn, ông đã cùng Hongo và Hayato bảo vệ anh nhưng không biết rằng gia đình anh ta đã gặp nguy hiểm. Sau khi biết những gì đã xảy ra với Shiro, gia đình anh và Double Riders, ông đã cùng Shiro chống lại tổ chức tà ác mới.
- Junko Tama (珠 純子 Tama Junko?, 1-22, Kamen Rider V3 vs. Destron Mutants, 23-52) : Một người phụ nữ trẻ đã phải lòng Shiro. Shiro nhận thức được tình cảm của cô, nhưng từ chối để cho cô được ở gần anh để bảo vệ cô ấy, bởi vì anh đang sống một cuộc sống nguy hiểm. Mặc dù vậy, cô giúp Shiro, thường xuyên kiểm tra các trạm thông tin liên lạc, và cuối cùng trở thành bạn thân của Shiro. Cô thường xâm nhập vào những tình huống nguy hiểm, khiến cho V3 nhiều lần phải đến giải cứu cô.
- Shigeru Tama (珠 シゲル Tama Shigeru?, 4-22, Kamen Rider V3 vs. Destron Mutants, 23-52) : Em trai Junko và là một thành viên của Boy Kamen Rider Squad. Đôi khi cậu đóng vai trò là liên lạc viên của Shiro Kazami với Shonen Rider Scouts. Cậu cũng là trung tâm của Corps và hỗ trợ trong trận chiến của V3 cùng với Junko.
- Rider Squad (ライダー隊 Raidā Tai?) : Còn được gọi là các Kamen Rider hướng đạo sinh. Họ là những chàng trai trẻ, những người hỗ trợ Kamen Rider V3. Họ có các thành viên trên khắp Nhật Bản. Họ đeo huy chương có hình dạng giống như đầu của Kamen Rider V3. Các huy chương chứa radio cho phép họ báo cáo hoạt động đáng ngờ về trụ sở Kamen Rider.
- Ken Sakuma (佐久間 ケン Sakuma Ken?, 29-52) : Một thợ săn Destron tới từ Interpol tại Paris, người giúp V3 trong một vài tập. Anh là thợ săn Destron số 5 và là thợ săn Destron cuối cùng còn sống sót khi nhóm của anh đã thành công trong việc phá huỷ nơi biến đổi con người thành quái vật của Destron trong tập 30 nhưng Doctor G đã giết bốn người bạn của anh và anh là người duy nhất được V3 cứu sống. Anh gọi Shiro là "tiền bối" (先輩 senpai?) và trở thành "hậu bối" (後輩 kōhai?) của Shiro.

| Spider-Man | Takuya Yamashiro |

- Takuya Yamashiro / Spider-Man (山城拓也／スパイダーマン Yamashiro Takuya / Supaidāman?) : là một nhân vật có nguồn gốc từ bộ tokusatsu cùng tên do Toei sản xuất. Là một tay đua xe moto, được người sống sót cuối cùng của hành tinh Spider tặng một chiếc vòng tay có khả năng biến anh thành Người Nhện với sức mạnh và những khả năng đặc biệt của loài nhện.

| Kamen Rider 1 | Takeshi Hongo    |
| Kamen Rider 2 | Hayato Ichimonji |

## Destron
Destron (デストロン Desutoron) là một tổ chức quốc tế muốn chinh phục thế giới bằng những hành động khủng bố và hủy diệt. Destron được thành lập dưới sự lãnh đạo của Lãnh tụ Vĩ đại bí ẩn bởi các thành viên còn sống sót của Gel-Shocker. Mặc dù Destron có chi nhánh ở tất cả các nước và tìm cách thống trị toàn bộ hành tinh, trụ sở chính của nó là ở Nhật Bản khiến Nhật Bản trở thành mục tiêu chính của chúng. Ban đầu kaijin của Mechanical Army tuân theo mệnh lệnh của các High Destron mà không có sự giám sát trực tiếp, nhưng sau những lần thất bại liên tiếp của kaijin, High Destron triệu tập Doctor G từ Sư đoàn Destron ở Đức phụ trách các hoạt động hằng ngày của Sư đoàn Destron ở Nhật Bản. Cần lưu ý rằng Destron sử dụng những con bọ cạp là biểu tượng của nó, nó không có con quái vật nào mang hình dáng con bọ cạp. Destron là tổ chức phản diện của Shōwa chỉ trong nhượng quyền thương mại, xuất hiện trong bộ phim OOO, Den-O, All Riders: Let's Go Kamen Riders mặc dù có nhiều kaijin của nó xuất hiện; tổ chức này rất có thể được hình thành từ tàn dư của Shocker, do đó làm cho công trình của nó không cần thiết. Tên của họ cũng được tái sử dụng như là tên tiếng Nhật của Decepticon, phe phản diện chính trong Transformers nhờ nhượng quyền thương mại.

### Lãnh tụ vĩ đại của Destron
Destron Leader (デストロン首領 Desutoron Shuryō) (Trừ vài tập phim cuối cùng, hắn không được nhìn thấy mà chỉ nghe thấy giọng nói) - một hình thức của Great Leader of Shocker từ loạt phim gốc, ban đầu được cho là đã chết trong một thất bại trong cuộc tấn công kamikaze chống lại Kamen Rider 1 và 2. Trong những tập phim đầu tiên, Great Leader of Destron dẫn dắt trực tiếp; sau đó ông để cho một trong những tướng của mình thay mình dẫn dắt. Cyborgs của ông được vẽ theo kiểu sự kết hợp của một đối tượng nhân tạo và một con vật (chẳng hạn như Camera Mosquito hoặc Kame Bazooka). Trong vài tập phim cuối cùng, hắn xuất hiện trong một thời gian ngắn, nhưng hắn mặc một chiếc áo choàng có mũ chùm kín tất cả các đặc điểm của mình. Khi chiếc áo choàng của hắn được kéo ra, một người đàn ông với cái đầu được bao phủ bởi băng trắng và một mặt nạ cười lộ ra, nhưng nhanh chóng trốn thoát. Trong tập cuối cùng, ông được tiết lộ là một bộ xương khổng lồ với một trái tim sống, tự xưng mình là God of Death (Thần chết). V3 phá hủy trái tim của con quái vật và giết được hắn. Tuy nhiên, khi V3 bẻ khóa hộp sọ của anh ta, một máy nghe băng đã được lộ ra, có thể chỉ ra rằng sinh vật xương gặp phải chỉ là một kẻ độc lập, và Lãnh tụ vĩ đại vẫn còn sống. Ông chúc mừng V3 đã tìm thấy hình dạng thật của mình, nhưng cho rằng V3 sẽ chết cùng với mình. Ngay sau đó, các trụ sở Destron tự phá hủy, nhưng V3 vẫn trốn thoát khỏi đó một cách an toàn.

### Destron general
- Doktor G / Kani Laser (ドクトルG／カニレーザー Dokutoru Gē / Kani Rēzā?, 13-22, Kamen Rider V3 vs. Destron Mutants & 23-30) : vị tướng đầu tiên của Destron trong một bộ áo giáp hiệp sĩ tới từ Đức và được giao trọng trách giám sát hoạt động tại Nhật Bản. Tiến sĩ G là chỉ huy của đội quân Mechanical Army. Ông sử dụng một chiếc rìu chiến, một thanh kiếm ngắn, và một con dao. Trong truyện tranh, mặt nạ của ông có thể biến thành một con bọ cạp chết người, nhưng điều này đã không xảy ra trên TV. Hầu hết những con quái vật của ông là người máy cùng loại như cyborgs Destron Leader. Ông thường phát âm tên của kẻ thù là "Kamen Raaaaida V3!". Sau nhiều lần thất bại, Doktor G triệu tập những linh hồn của những chiến binh độc ác đã chết của mình để biến ông thành hình dạng thật là một con scorpion cho trận chiến cuối cùng với Kamen Rider V3. Mặc dù nỗ lực chiến đấu hết sức mình, ông đã bị tiêu diệt bởi V3 Tailspin Return Kick của V3.
- Baron Kiba /  Vampiric Mammoth (キバ男爵／吸血マンモス Kiba Danshaku / Kyūketsu Manmosu?, 31-35) : Vị tướng thứ hai của Destron tới từ châu Phi, là một bác sĩ phù thủy mặc một bộ đồ da báo và là chỉ huy của đội quân Fang Clan. Bá tước Kiba cầm một mũi giáo mà có thể bắn ra tia lửa gây nổ. Các quái vật trong Fang Tribe của ông bị đột biến với hình dạng của động vật hoang dã với những chiếc răng nanh hoặc ngà voi được trao sức mạnh thông qua máu của các nạn nhân vô tội bị Baron Kiba giết. Sau khi Fang Tribe của ông đã bị xóa sổ bởi Kamen Rider V3, Baron Fang sau đó kêu gọi các linh hồn của Doovoo trao cho anh ta sức mạnh để biến đổi thành hình dạng thật của mình là một con Vampire kết hợp với một con Mammoth để ông có thể trả thù V3 trong trận chiến cuối cùng của mình. Ở hình dạng này ông có thể mở rộng vòi của mình để uống máu con người, phóng ngà của mình như ám khí, sử dụng bàn tay trái phiến gỗ nặng dùng công phá thành thời phong kiến và tạo ra động đất bằng cách hét lên một câu thần chú. Trong trận chiến cuối cùng, Ông đã bị tiêu diệt bởi V3 Revolving Triple Kick của V3.
- Archbishop Tsubasa / Zombie Bat (ツバサ大僧正／死人コウモリ Tsubasa Daisōjō / Shibito Kōmori?, 36-40 & 52) : Vị tướng thứ ba của Destron tới từ Tibet trong một bộ áo choàng dài với những sợi rủ xuống như cánh chim. Tổng giám mục Tsubasa là chỉ huy của đội quân Wing Unit. Ông được trang bị một cây thương với đầu trên có hình con chim, đầu dưới được vót nhọn. Các quái vật trong Tsubasa Tribe của ông bị đột biến với hình dạng động vật biết bay ngoại trừ một con quái vật mang hình dáng thực vật. Hình dạng thật của Archbishop Wing là một con bat dạng zombie. Ở hình dạng này, ông có khả năng bay, có một cặp móng vuốt sắc nhọn ở mỗi cánh và hút máu kẻ thù thông qua cái lưỡi trên cây thương. Trong trận chiến cuối cùng với V3, ông đã bị tiêu diệt bởi V3 Mach Kick của V3. Sau đó ông được Marshal Armor hồi sinh để mai phục tiêu diệt V3 nhưng ông lại bị tiêu diệt bởi V3 với chỉ vài cú đấm.
- Marshal Yoroi / Zariganna (ヨロイ元帥／ザリガーナ Yoroi Gensui / Zarigāna?, 40-52) : Vị tướng cuối cùng của Destron và là chỉ huy của đội quân Armored Division tới từ Mông Cổ trong một bộ áo giáp bọc thép. Nguyên soái Yoroi thường phát âm tổ chức của mình là "Deeestron". Ông được trang bị một cây chuỳ trên một cánh tay và sử dụng ma thuật. Hầu hết các quái vật trong Yoroi Tribe của ông là phiên bản đột biến của các động vật có vỏ bọc thép. Ông kết tội nhà khoa học Joji Yuki với tội phản quốc do lo sợ vị trí của mình trong Destron đang gặp nguy hiểm, tạo ra một cuộc cạnh tranh với Riderman. Marshal Armor biến thành hình dạng thật là một con crab trong cuộc chiến cuối cùng của ông chống lại Kamen Rider V3. Trong hình dạng này, ông có thể biến tay thành móng vuốt và có vỏ cua có thể thu lại ở đằng sau lưng. Sau khi bị đánh bại bởi Kamen Rider V3 với cú V3 Full-Revolving Kick của V3, anh ta trở lại hình dạng con người và mặc dù sống sót sau cuộc chiến, ông bị giết bởi Lãnh tụ vĩ đại của Destron vì thất bại trước V3. Trong Kamen Rider Spirits, ông được hồi sinh trong một cơ thể mới và tìm cách tiêu diệt cựu đối thủ của ông, Riderman. Ông cuối cùng đã bị phá hủy bởi Machine Gun Arm của Riderman.

Lower Leader
- Professor Inugami (犬神博士 Inukami Hakase?, 11 & 12)
- Ayanokoji / Primordial Tiger (綾小路／原始タイガー Ayanokōji / Genshi Taigā?, 34) : là một quái vật có hình dạng thật là một con Smilodon gọi là Witch Smilodon, là một phù thủy và là mẹ của Fang Tribe. Trong hình dạng quái vật, bà được trang bị nanh kiếm, móng vuốt và lửa miệng. Bà còn sử dụng một chiếc xe đạp hình răng nanh.

### Another
- Destron Combatmen (デストロン戦闘員 Desutoron Sentōin?) : những người lính mặc đồng phục đen, đeo mặt nạ với thiết kế bọ cạp trắng. Họ phục vụ bất cứ vị tướng nào: lính của Doktor G cầm dao, lính của Baron Kiba cầm vũ khí hình răng nanh và lính của Archbishop Tsubasa mặc áo choàng tương tự như ông trừ lúc chiến đấu.
- Destron Inhumanoid (デストロン怪人 Desutoron Kaijin?) : là những con quái vật Destron gây hại cho con người trong Kamen Rider V3 và là những kẻ thù mà V3, có thể cùng với Riderman, thường xuyên tiêu diệt.

| Destron Riderman | Coelacanth Kid |

- Coelacanth Kid / Destron Riderman (シーラカンスキッド／デストロン ライダーマン Shīrakansu Kiddo / Desutoron Raidāman?, 47) : là một quái vật Destron có hình dạng thật là một con Coelacanth được giao nhiệm vụ trở thành Destron Riderman trong một nỗ lực huỷ hoại danh tiếng của Riderman và dẫn Shiro Kazami vào một cái bẫy. Cuối cùng bị phá huỷ bởi Certain Kill Tailspin Kick của Kamen Rider V3.
- Another Soldier:
  - Destron Racer Hell Corps (デストロンレーサー地獄部隊 Desutoron Rēsā Jigoku Butai?) : nhóm lái xe máy được Lens Ant (レンズアリ Renzu Ari?, 9 & 10) biến thành người hầu của Destron. Họ được giao nhiệm vụ giết Shiro Kazami.
  - Destron Ranger Corps (デストロンレインジャー部隊 Desutoron Reinjā Butai?) : quân đoàn Destron nhận huấn luyện đặc biệt từ Mantis Boomerang (カマキリメラン Kamakiri Meran?, 25). Sau khi Mantis Boomerang bị tiêu diệt, họ hoạt động cùng với Heater Cicada (ヒーターゼミ Hītā Zemi?, 26).
  - Destron Autobike Corps (デストロンオートバイ部隊 Desutoron Ōtobai Butai?, 27) : một biến thể của Destron Racer Hell Corps.
  - Destron Combatwomen (デストロン女戦闘員 Desutoron On'na Sentōin?, 41) : một biến thể nữ của Destron Combatmen.
  - Destron Scientists (デストロン科学者 Desutoron Kagakusha?) : những nhà khoa học trung thành với Destron. Họ xuất hiện tương tự như những người lính Destron, nhưng mặt nạ và đồng phục của họ có màu trắng, hoạ tiết màu đỏ, thay vì màu đen với màu trắng. Họ mặc áo khoác phòng thí nghiệm màu trắng ở bên ngoài đồng phục của họ. Chúng hiếm khi được tìm thấy bên ngoài căn cứ Destron.
  - Great Leader of Destron's Bodyguards (首領親衛隊 Shuryō Shineitai?) : Họ trông giống như những người lính Destron bình thường, nhưng họ mặc đồng phục quân đội màu nâu ở bên ngoài bộ đồng phục Destron khiến họ giống với những người lính Stormtrooper của Đức Quốc xã. Họ là một đội quân ưu tú có thể tạo cho V3 một trận chiến khó khăn khi anh tìm đường đối đầu với Lãnh tụ vĩ đại.

## Tập phim
| Episode | Tên tập phim                               | Tên tập phim                                              | Tên tập phim                                                                | Đạo diễn          | Biên kịch                           | Ngày phát sóng gốc   |
| Episode | Tiếng Nhật                                 | Phiên âm                                                  | Tiếng Việt                                                                  | Đạo diễn          | Biên kịch                           | Ngày phát sóng gốc   |
| ------- | ------------------------------------------ | --------------------------------------------------------- | --------------------------------------------------------------------------- | ----------------- | ----------------------------------- | -------------------- |
| 1       | ライダー３号 その名はV3!                   | Raidā Sangō Sono Na wa Buisurī!                           | Rider số 3: Tên anh ấy là V3!                                               | Minoru Yamada     | Masaru Igami                        | 17 tháng 2 năm 1973  |
| 2       | ダブルライダーの遺言状                     | Daburu Raidā no Yuigonjō                                  | Lời nhắn cuối cùng của Double Riders                                        | Minoru Yamada     | Masaru Igami                        | 24 tháng 2 năm 1973  |
| 3       | 死刑台のV3                                 | Shikeidai no Buisurī                                      | Hành quyết V3                                                               | Atsuo Okunakada   | Masaru Igami                        | 3 tháng 3 năm 1973   |
| 4       | V3の２６の秘密！？                         | Buisurī no Nijūroku no Himitsu!?                          | 26 bí mật của V3!?                                                          | Atsuo Okunakada   | Masaru Igami                        | 10 tháng 3 năm 1973  |
| 5       | 機関銃を持ったヘビ人間！                   | Kikanjū o Motta Hebi Ningen!                              | Snake-Man cùng với Machine Gun!                                             | Masahiro Tsukada  | Ikuro Suzuki                        | 17 tháng 3 năm 1973  |
| 6       | ハンマークラゲ出現! 放てV3の必殺わざ！！   | Hanmā Kurage Shutsugen! Hanate Buisurī no Hissatsu-waza!! | Xuất hiện đi, Hammer-Jellyfish! V3 giải phóng kỹ thuật chết người của bạn!! | Masahiro Tsukada  | Ikuro Suzuki                        | 24 tháng 3 năm 1973  |
| 7       | ライダーV3 怒りの特訓                      | Raidā Buisurī Ikari no Tokkun                             | Khoá huấn luyện đặc biệt về sự giận dữ của Rider V3                         | Minoru Yamada     | Masayuki Shimada                    | 31 tháng 3 năm 1973  |
| 8       | 危うしV3！迫る電気ノコギリの恐怖           | Ayaushi Buisurī! Semaru Denki Nokogiri no Kyōfu           | Coi chừng, V3! Cẩn thận với Buzzsaw đáng sợ                                 | Minoru Yamada     | Masayuki Shimada                    | 7 tháng 4 năm 1973   |
| 9       | デストロン、地獄部隊とは何か！？           | Desutoron, Jigoku Butai to wa Nani ka!?                   | Destron Hell Squad là gì!?                                                  | Katsuhiko Taguchi | Makoto Naito & Toshimichi Saeki     | 14 tháng 4 năm 1973  |
| 10      | ダブルタイフーンの秘密                     | Daburu Taifūn no Himitsu                                  | Bí mật của Double Typhoon                                                   | Katsuhiko Taguchi | Makoto Naito & Toshimichi Saeki     | 21 tháng 4 năm 1973  |
| 11      | 悪魔の爪がV3をねらう！！                   | Akuma no Tsume ga Buisurī o Nerau!                        | Móng vuốt của ác quỷ chạm tới V3!!                                          | Masahiro Tsukada  | Ikuro Suzuki                        | 28 tháng 4 năm 1973  |
| 12      | 純子が怪人の花嫁に！？                     | Junko ga Kaijin no Hanayome ni!?                          | Junko trở thành cô dâu của Mutant?!                                         | Masahiro Tsukada  | Ikuro Suzuki                        | 5 tháng 5 năm 1973   |
| 13      | 恐怖の大幹部ドクトル・ゲー！               | Kyōfu no Daikanbu Dokutoru Gē!                            | Chỉ huy đáng sợ: Doktor G!!                                                 | Minoru Yamada     | Masaru Igami                        | 12 tháng 5 năm 1973  |
| 14      | ダブルライダー秘密のかたみ                 | Daburu Raidā Himitsu no Katami                            | Kỷ niệm bí mật của Double Riders                                            | Minoru Yamada     | Masaru Igami                        | 19 tháng 5 năm 1973  |
| 15      | ライダーV3 死の弱点！！                    | Raidā Buisurī Shi no Jakuten!!                            | Điểm yếu chết người của Rider V3!!                                          | Masahiro Tsukada  | Masaru Igami                        | 26 tháng 5 năm 1973  |
| 16      | ミサイルを背負ったヤモリ怪人！             | Misairu o Seotta Yamori Kaijin!                           | Quái vật tắc kè mang tên lửa!                                               | Masahiro Tsukada  | Ikuro Suzuki                        | 2 tháng 6 năm 1973   |
| 17      | デビルスプレーは死神の武器                 | Debiru Supurē wa Shinigami no Buki                        | Bình xịt quỷ là vũ khí của Reaper                                           | Katsuhiko Taguchi | Masayuki Shimada                    | 9 tháng 6 năm 1973   |
| 18      | 悪魔の裏切り あやうしV3！                  | Akuma no Uragiri Ayaushi Buisurī!                         | V3, coi chừng kẻ phản bội!                                                  | Katsuhiko Taguchi | Masayuki Shimada                    | 16 tháng 6 năm 1973  |
| 19      | ハリフグアパッチの魚雷作戦！！             | Harifugu Apatchi no Gyorai Sakusen!!                      | Hoạt động ngư lôi của Porcupinefish Apache!!                                | Masahiro Tsukada  | Mari Takizawa                       | 23 tháng 6 năm 1973  |
| 20      | デストロン四国占領作戦                     | Desutoron Shikoku Senryō Sakusen                          | Hoạt động chinh phục Shikoku của Destron                                    | Minoru Yamada     | Masaru Igami                        | 30 tháng 6 năm 1973  |
| 21      | 生きていたダブルライダー                   | Ikiteita Daburu Raidā                                     | Double Riders vẫn còn sống                                                  | Minoru Yamada     | Masaru Igami                        | 7 tháng 7 năm 1973   |
| 22      | 恐怖のキャンプ！地底運河のなぞ!            | Kyōfu no Kyanpu! Chitei Unga no Nazo!                     | Trại khủng bố! Bí ẩn của kênh ngầm                                          | Masahiro Tsukada  | Masayuki Shimada & Masahiro Tsukada | 14 tháng 7 năm 1973  |
| 23      | 怪奇！墓場から来た吸血男                   | Kaiki! Hakaba kara kita Kyūketsu Otoko                    | Sợ hãi! Ma cà rồng từ nghĩa địa                                             | Minoru Yamada     | Ikuro Suzuki                        | 21 tháng 7 năm 1973  |
| 24      | 怪奇！ゴキブリ屋敷！！                     | Kaiki! Gokiburi Yashiki!!                                 | Bí ẩn! Lãnh địa của gián!!                                                  | Minoru Yamada     | Mari Takizawa                       | 28 tháng 7 năm 1973  |
| 25      | 怪奇！！デストロン、レインジャー部隊       | Kaiki!!Desutoron, Reinjā Butai                            | Bí ẩn!! The Destron Ranger Corps                                            | Masahiro Tsukada  | Masaru Igami                        | 4 tháng 8 năm 1973   |
| 26      | 怪人ヒーターゼミのミイラ作戦               | Kaijin Hītā Zemi no Mīra Sakusen                          | Hành động của quái vật Heater-Cicada: Mẹ ơi!!                               | Masahiro Tsukada  | Masaru Igami                        | 11 tháng 8 năm 1973  |
| 27      | 生きかえったゾル・死神・地獄・ブラック     | Ikikaetta Zoru - Shinigami - Jigoku - Burakku             | Zol, Death, Hell & Black trỗi dậy từ nghĩa địa                              | Minoru Yamada     | Masaru Igami                        | 18 tháng 8 năm 1973  |
| 28      | 五大幹部の総攻撃！                         | Go Daikanbu no Sōkōgeki!                                  | Cuộc tấn công toàn diện của năm chỉ huy!!                                   | Minoru Yamada     | Masaru Igami                        | 25 tháng 8 năm 1973  |
| 29      | ドクトル・ゲー最後の挑戦！                 | Dokutoru Gē Saigo no Chōsen!                              | Thử thách cuối cùng của Doktor G!                                           | Masahiro Tsukada  | Masaru Igami                        | 1 tháng 9 năm 1973   |
| 30      | ドクトル・ゲー！悪魔の正体は？             | Dokutoru Gē! Akuma no Shōtai wa?                          | Doktor G! Hình dạng thực sự của cái ác là...?                               | Masahiro Tsukada  | Masaru Igami                        | 8 tháng 9 năm 1973   |
| 31      | 呪いの大幹部キバ男爵出現！！               | Noroi no Daikanbu Kiba-danshaku Shutsugen!!               | Xuất hiện đi, Baron Kiba: thủ lĩnh của lời nguyền!!                         | Itaru Orita       | Masaru Igami                        | 15 tháng 9 năm 1973  |
| 32      | 鬼火沼の怪 ライダー隊全滅！？              | Onibi Numa no Kai Raidā Tai Zenmetsu!?                    | Bóng ma của Will-o'-the Wisp Walrus: Rider Scouts bị tiêu diệt!?            | Itaru Orita       | Masaru Igami                        | 22 tháng 9 năm 1973  |
| 33      | V3危うし！帰ってきたライダー１号、２号！！ | Buisurī Ayaushi! Kaetekita Raidā Ichigō, Nigō!!           | V3 gặp nguy hiểm! Riders 1 và 2 trở về!!                                    | Masahiro Tsukada  | Ikuro Suzuki                        | 29 tháng 9 năm 1973  |
| 34      | 危機一髪！キバ男爵対三人ライダー！！       | Kikiippatsu! Kiba-danshaku Tai Sannin Raidā!!             | Thời khắc quan trọng! Baron Kiba đấu với 3 Riders!!                         | Masahiro Tsukada  | Ikuro Suzuki                        | 6 tháng 10 năm 1973  |
| 35      | キバ男爵最後の変身                         | Kiba-danshaku Saigo no Henshin                            | Trận chiến cuối cùng của Baron Kiba                                         | Issaku Uchida     | Masaru Igami                        | 13 tháng 10 năm 1973 |
| 36      | 空の魔神 ツバサ軍団                        | Sora no Majin Tsubasa Gundan                              | The Winged Corps: Ác quỷ của bầu trời                                       | Issaku Uchida     | Masaru Igami                        | 20 tháng 10 năm 1973 |
| 37      | 怪しの寺 ムササビ族の呪い！                | Ayashi no Tera Musasabi Zoku no Noroi!                    | Ngôi đền bí ẩn: Lời nguyền của tộc Musasabi!                                | Itaru Orita       | Mari Takizawa                       | 27 tháng 10 năm 1973 |
| 38      | 子連れV3 死のスカイダイビング              | Kotsure Buisurī Shi no Sukaidaibingu                      | Một mình V3 và Murderous Dokugahra: Cú nhảy dù chết người!                  | Itaru Orita       | Ikuro Suzuki                        | 3 tháng 11 năm 1973  |
| 39      | 人喰い植物 バショウガンの恐怖！！          | Hitokui Shokubutsu Bashōgan no Kyōfu!!                    | Sự đáng sợ của thực vật ăn thịt người: Man-Eating Banana Plant!!            | Issaku Uchida     | Tooru Hirayama & Seiji Abe          | 10 tháng 11 năm 1973 |
| 40      | 必殺！V3マッハキック！！                   | Hissatsu! Buisurī Mahha Kikku!!                           | Đột tử! V3 Mach Kick!!                                                      | Issaku Uchida     | Tooru Hirayama & Seiji Abe          | 17 tháng 11 năm 1973 |
| 41      | あッ！人間が溶ける！ヨロイ元帥登場         | Ā! Ningen ga Tokeru! Yoroi Gensui Tōjō                    | Oh! Mọi người đang tan chảy! Xuất hiện đi, Marshal Armor                    | Itaru Orita       | Tooru Hirayama & Seiji Abe          | 24 tháng 11 năm 1973 |
| 42      | カタツムリ人間の人体実験！                 | Katatsumari Ningen no Jintaijikken!                       | Cuộc thử nghiệm con người của Katatsublar!                                  | Itaru Orita       | Tooru Hirayama & Seiji Abe          | 1 tháng 12 năm 1973  |
| 43      | 敵か味方か？謎のライダーマン               | Teki ka Mikata ka? Nazo no Raidāman                       | Bạn hay thù? Riderman bí ẩn                                                 | Issaku Uchida     | Masaru Igami                        | 8 tháng 12 năm 1973  |
| 44      | V3対ライダーマン                           | Buisurī Tai Raidāman                                      | V3 đấu với Riderman                                                         | Issaku Uchida     | Masaru Igami                        | 15 tháng 12 năm 1973 |
| 45      | デストロンのＸマスプレゼント               | Desutoron no Ekkusumasu Purezento                         | Quà Giáng sinh của Destron                                                  | Itaru Orita       | Ikuro Suzuki                        | 22 tháng 12 năm 1973 |
| 46      | ライダーマンよどこへゆく？                 | Raidāman yo Doko e Yuku?                                  | Riderman, bạn sẽ đi đâu?                                                    | Itaru Orita       | Ikuro Suzuki                        | 29 tháng 12 năm 1973 |
| 47      | 待ち伏せ！デストロン首領！！               | Machibuse! Desutoron Shuryō!!                             | Phục kích! Thủ lĩnh của Destron!!                                           | Itaru Orita       | Masaru Igami                        | 5 tháng 1 năm 19734  |
| 48      | 見た！デストロン首領の顔！！               | Mita! Desutoron Shuryō no Kao!!                           | Nhìn cho kỹ! Khuôn mặt của thủ lĩnh Destron!!                               | Itaru Orita       | Tooru Hirayama & Seiji Abe          | 12 tháng 1 năm 1974  |
| 49      | 銃声一発！風見志郎倒る！！                 | Jūsei Ippatsu! Kazami Shirō Taoru!!                       | Một tiếng súng vang lên! Shiro Kazami gục ngã!!                             | Issaku Uchida     | Takao Nagaishi                      | 19 tháng 1 năm 1974  |
| 50      | 小さな友情                                 | Chiisa na Yūjō                                            | Một tình bạn nhỏ                                                            | Issaku Uchida     | Kimio Hirayama                      | 26 tháng 1 năm 1974  |
| 51      | ライダー四号は君だ！！                     | Raidā Yongō wa Kimi da!!                                  | Bạn chính là Kamen Rider 4!!                                                | Issaku Uchida     | Ikuro Suzuki                        | 2 tháng 2 năm 1974   |
| 52      | デストロン最後の日                         | Desutoron Saigo no Hi                                     | Ngày tàn của Destron                                                        | Issaku Uchida     | Ikuro Suzuki                        | 9 tháng 2 năm 1974   |

## Movie
- 1973: Kamen Rider V3 (劇場版 仮面ライダーＶ３ Gekijō-ban Kamen Raidā Buisurī?) - phiên bản phim cho tập 2.
- 1973: Kamen Rider V3 vs Destron Mutants (仮面ライダーV3対デストロン怪人 Kamen Raidā Buisurī tai Desutoron Kaijin?)
- 2007: Kamen Rider: The Next (仮面ライダー THE NEXT Kamen Raidā Za Nekusuto?)

## Diễn viên
- Hiroshi Miyauchi (宮内洋 Miyauchi Hiroshi?): Shiro Kazami
- Tomoyuki Yamaguchi / Takehisa Yamaguchi / Satoru Yamaguchi / Akira Yamaguchi (山口智之/山口豪久/山口暁/山口あきら Yamaguchi Tomoyuki / Yamaguchi Takehisa / Yamaguchi Satoru / Yamaguchi Akira?): Joji Yuki
- Akiji Kobayashi / Shōji Kobayashi / Issei Mori (小林昭二 Kobayashi Akiji?): Tōbei Tachibana
- Hizuru Ono (小野ひずる Ono Hizuru?): Junko Tama
- Hideki Kawaguchi (川口英樹 Kawaguchi Hideki?): Shigeru Tama
- Jotaro Senba (千波丈太郎 Senba Jōtarō?): Doktor G
- Eiji Go (郷鍈治 Gō Eiji?): Baron Kiba
- Sachio Fujino (富士野幸夫 Fujino Sachio?): Archbishop Tsubasa
- Bunya Nakamura (中村文弥 Nakamura Bunya?): Marshal Yoroi
- Ken Kawashima (川島健 Kawashima Ken?): Ken Sakuma
- Toshiko Yamazaki (山崎敏子 Yamazaki Toshiko?): Ayanokoji
- Ritsuo Sawa (沢りつお Sawa Ritsuo?): Coelacanth Kid (giọng nói)
- Goro Naya (納谷悟朗 Naya Gorō?): Great Leader of Destron (giọng nói)
- Yoshitaka Sato/Shinji Nakae (佐藤良孝/中江真司 Satō Yoshitaka/Nakae Shinji?) - Người dẫn truyện

## Nhạc phim
Opening theme
- "Tatakae! Kamen Rider V3" (斗え！仮面ライダーV3 Tatakae! Kamen Raidā Bui Surī?, "Fight! Kamen Rider V3")
  - Lyrics: Shotaro Ishinomori
  - Composer: Shunsuke Kikuchi
  - Vocals: Hiroshi Miyauchi and The Swingers (ザ・スウィンガーズ Za Swingāzu?)

Ending themes

- "Shōnen Kamen Rider Tai no Uta" (少年仮面ライダー隊の歌 Shōnen Kamen Raidā Tai no Uta?, "Song of the Kamen Rider Boys Squad")
  - Lyrics: Saburo Yatsude (八手 三郎 Yatsude Saburō?)
  - Composer: Shunsuke Kikuchi
  - Vocals: Ichirou Mizuki and the Columbia Yurikago-Kai (コロムビアゆりかご会 Koromubia Yurikago-Kai?)
  - Episodes: 1-42
- "Hashire Hurricane" (走れハリケーン Hashire Harikēn?, "Run, Hurricane")
  - Lyrics: Sukeo Nōmi (能見 佐雄 Nōmi Sao?)
  - Composer: Shunsuke Kikuchi
  - Vocals: Masato Shimon and the Columbia Yurikago-Kai
  - Episodes: 43-52

## Other Media

### Manga
Một manga đã được thực hiện bởi Mitsuru Sugaya trong thời gian chạy của bộ truyện.
1. Kamen Rider V3 (TV Magazine manga) (仮面ライダーV３ Kamen Raidā Buisurī?)
2. Kamen Rider V3 (Adventure King manga) (仮面ライダーV３ Kamen Raidā Buisurī?)
3. Kamen Rider V3 (TV Land manga) (仮面ライダーV３ Kamen Raidā Bui Surī?)
4. Kamen Rider V3 (Tanoshi Youchien manga) (仮面ライダーV３ Kamen Raidā Buisurī?)
5. Kamen Rider V3 (O Tomodachi manga) (仮面ライダーV３ Kamen Raidā Buisurī?)
6. Kamen Rider V3 (Disneyland manga) (仮面ライダーV３ Kamen Raidā Buisurī?)
7. Kamen Rider (1978 manga) (仮面ライダー Kamen Raidā?)

### S.I.C. Hero Saga
Xuất bản trong tháng Hobby Japan tạp chí từ tháng năm đến tháng 8 năm 2003, SIC Hero Saga Riderman Another After đặc trưng một lịch sử thay thế sáng tạo của Riderman. Nó nổi bật với các nhân vật mới gọi là Destron Rider (デストロンライダーDesutoron Raidā? ) .
tiêu đề Chương
1. Trạm Thiên Chúa (trạm Chúa Kami Suteshon ? )
2. File đính kèm (đính kèm Atatchimento ? )
3. Rider Destron (Chết Tron lái Desutoron Raida ? )
4. Yuki Joji (Riderman Yuki Joji ? )

### Magazine Story
1. Bản mẫu:TK (仮面ライダーV３たいスパイダーマン Kamen Raidā Buisurī tai Supaidāman)

## Other Songs
- V3 No Hitori Uta
- V3 No Komori Uta
- V3 No March
- V3 Action
- Destron Sanka
- Fujimi No Otoko
- Boku-Ra No Kamen Rider V3
- Bokura no Riderman
- Kamen Rider Sanka